# Megalozyt
Megalozyten, gelegentlich auch als Gigantozyten bezeichnet, sind rote Blutkörperchen (Erythrozyten), die abweichend von der Größe sowie der runden und nach innen gewölbten Gestalt gesunder Erythrozyten einen Durchmesser von deutlich mehr als neun Mikrometern, eine ovale Form sowie eine gleichförmige Dicke ohne zentrale Aufhellung im mikroskopischen Blutausstrich aufweisen. Sie sind darüber hinaus oft hyperchrom, also stärker gefärbt als normale Erythrozyten. Das Auftreten von Megalozyten im Blutbild wird als Megalozytose bezeichnet.
Megalozyten treten nahezu ausschließlich bei einer megaloblastischen Anämie infolge eines Mangels an Cobalaminen oder Folsäure beziehungsweise Störungen der Aufnahme dieser Substanzen auf. In der hämatologischen Diagnostik führen sie zu einer Rechtsverschiebung der Price-Jones-Kurve, welche die Größenverteilung der Erythrozyten beschreibt.